# Мария Щремфел
Мария Щремфел, (на словенски: Marija Štremfelj), родена Перчич (Perčič), е словенска алпинистка и спортна катерачка. Изкачила е 4 осемхилядника.

## Биография
Родена е в Кран, Словения на 25 юни 1957 г.
Учителка е по биология, член на Aлпийския клуб „Кран“, съпруга на Андрей Щремфел, майка на 2 деца (от тях Катарина и Анже са спортни катерачи). Тя и съпругът ѝ са първата семейна двойка, изкачила връх Еверест (2014).
През 2020 г. Мария и Андрей Щремфел издават книгата „Прегръдка на върха на света“ (Objem na vrhu sveta).

## Постижения
- 1982 – Връх Комунизъм (7495 m) като член на първата югославска женска експедиция.
- 1986 – Броуд Пик (8051 m).
- 1989 – Гранд Жорас по ръба Уокър със съпруга си Андрей.
- 1990 – Еверест, със съпруга си. 13-ата жена, изкачила върха, и първата семейна двойка на върха.
- 1990 – Печели състезанието по спортно катерене Rock Masters в Кран.
- 1993 – Ел Капитан.
- 1995 – Чо Ою (8201 m).
- 2004 – Дхаулагири (8167 m), по класическия маршрут (СЗ ръб).